# Hypsibius arcticus
Hypsibius arcticus är en djurart som tillhör fylumet trögkrypare, och som först beskrevs av Murray 1907.  Hypsibius arcticus ingår i släktet Hypsibius och familjen Hypsibiidae. Inga underarter finns listade i Catalogue of Life.